# Zalmoxis

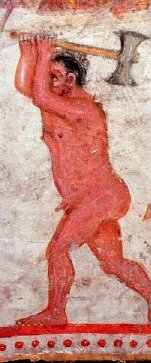
Figura al fresco en una tumba tracia de Aleksandrovo (Bulgaria) que ha sido identificada como una representación de Zalmoxis del.

Zalmoxis (en griego antiguo Ζάλμοξις) es el nombre de la principal divinidad de los getas (Γέται), uno de los pueblos tracios del bajo Danubio. Está testimoniado por primera vez en fuentes griegas (Heródoto) en el siglo V a. C. Su nombre aparece en los manuscritos de Heródoto en otras formas, alguna de las cuales podría ser la más cercana a la original: Salmoxis (Σάλμοξις), Zamolxis (Ζάμολξις), Samolxis (Σάμολξις). Según Heródoto, que consideraba a Zalmoxis el único dios de tales pueblos, los getas pensaban que, tras morir, su alma se reunía con Zalmoxis.

## Etimología
Diógenes Laercio (siglo III-IV d. C.) transmite que Zalmoxis significaba «piel de oso». Según Porfirio, el nombre procede de la palabra tracia zalmos que significa ‘piel’ (τὴν γὰρ δορὰν οἱ Θρᾷκες ζαλμὸν καλοῦσιν), por haber sido cubierto al nacer con una piel de oso (el primer elemento del nombre aparece también en el topónimo Salmideso).
Modernamente se han propuesto varias etimologías para el nombre:
- Salmoxis o Zalmoxis, equivale al «dios oso» o al «dios de la piel de oso».
- Hesiquio (c. siglo V d. C.) dice que zemelen (ζέμελεν) es la palabra frigia para «esclavo extranjero».

La correcta ortografía del nombre también es incierta. En los manuscritos de las Historias de Heródoto hay cuatro ortografías: Zalmoxis, Salmoxis, Zamolxis, Samolxis, con la mayoría de manuscritos a favor de Salmoxis.
Los autores posteriores muestran preferencia por Zamolxis. Hesiquio cita a Heródoto, usando Zalmoxis. 
La variante -m-l- es preferida por quienes hacen derivar el nombre de la palabra tracia para ‘tierra’, *zamol.
Se han hecho comparaciones con el nombre de Zemelo, la diosa frigia de la tierra, y con el dios ctónico lituano Zjameluks. Sin embargo, esta etimología es probablemente incorrecta.
La variante -l-m- es admitida por ser la más antigua y correcta forma para la mayoría de los tracólogos, debido a que es la forma presente en los antiguos manuscritos de Heródoto y otras fuentes antiguas.
La forma -l-m- está atestiguada en idioma daco-tracio, en Zalmodegikos, el nombre de un rey geta; y en las palabras tracias zalmos, ‘piel’, y zelmis, ‘piel’ (*kel-, ‘cubrir’).

## Culto de Zalmoxis
Algunos críticos han visto en la figura de Zalmoxis (sobre todo a partir de los testimonios de Platón y Diodoro) a un chamán, si bien la existencia del chamanismo entre los getas no es segura.
Heródoto cuenta que había oído decir a los griegos que habitaban en las ciudades del Helesponto, de la Propóntide, del Bósforo y del mar Negro hasta el Danubio, que Zalmoxis fue en realidad un hombre que fue esclavo o discípulo de Pitágoras, quien le enseñó las «ciencias del cosmos» en Samos. Esta idea fue reiterada por Zenón. Zalmoxis fue manumitido y amasó cuantiosas riquezas, regresó con ellas a su país e instruyó a su pueblo, los getas, sobre la inmortalidad del alma.
Sin embargo, Heródoto rechaza lo que parece una fábula inventada por los griegos para hacer de un griego el iniciador de una doctrina y de un tracio un simple imitador. Opina que, en cualquier caso, Zalmoxis debió vivir mucho antes de la época de Pitágoras.
Según Heródoto, Zalmoxis viajó a Egipto y transmitió a su pueblo el conocimiento místico sobre la inmortalidad del alma, enseñándoles que ellos y sus descendientes irían al morir a cierto lugar donde vivirían eternamente, gozando de toda suerte de bienes.
Zalmoxis se hizo acondicionar una gran sala, en la que recibía espléndidamente a sus más importantes conciudadanos y los obsequiaba con banquetes, al tiempo que les adoctrinaba sobre la inmortalidad. Hay tres grupos de versiones sobre donde se ubicaba la gran sala: una indica que se hizo construir una cámara subterránea; otras dicen que era una cueva natural en la montaña sagrada de Kogainon, a la que bajó y donde vivió por espacio de tres años; mientras que el tercer grupo consideran que vivió durante esos tres años en el Hades.
Los getas lloraron su ausencia como si hubiese muerto, pero a los cuatro años, se les volvió a aparecer, y quedaron convencidos de lo que les había enseñado. Este episodio puede se consideraba una resurrección (vida-muerte-renacimiento de una deidad, paralela a la de Jesús).
Esta creencia tiene muy poco que ver con la idea que tenían los griegos homéricos sobre el más allá. En la tradición religiosa griega anterior al siglo V a. C., no cabía esperar nada positivo tras la muerte. Un héroe solo podía aspirar a dejar memoria imperecedera de sus heroicidades a las generaciones futuras. El más allá era un lugar lúgubre y oscuro, incómodo, donde las almas vagaban como sombras perdidas, añorando lo que habían sido en vida. Al llegar eran recibidas por el barquero Caronte, que las conducía hasta el Hades, lugar en el que no existía ni conciencia, ni personalidad, ni otro tiempo que la repetición eterna de la añoranza del pasado.
Solo un tracio consiguió llegar al Hades y convencer a los dioses infernales para que le permitieran volver al mundo de los vivos. Fue Orfeo. Y fue la expansión de la religión órfica entre los griegos, predicada por sus sacerdotes, la que extendió la idea de que era posible aspirar a una existencia dichosa en el más allá. Bastaba el haber sido iniciado en los misterios órficos. El tracio Orfeo democratizó el Más Allá. Pero Heródoto no nos habla de Orfeo, sino de Zalmoxis, que posiblemente era uno de los nombres del Orfeo tracio.
Platón dice en el Cármides que Zamolxis fue también un gran médico que adoptó el método holístico para la curación del cuerpo y la mente, en lugar de la práctica médica griega, que solo se encargaba del cuerpo:

Entre los años 432 a. C. y 429 a. C., mientras Sitalces reinaba la tribu tracia de los odrisios, los atenienses sometieron a un duro cerco a la ciudad tracia de Potidea. Uno de los sitiadores fue Sócrates, que al regresar a Atenas contó, según leemos en el diálogo Cármides, que en su ejército había un médico tracio, «uno de esos discípulos de Zalmoxis que saben hacer inmortales a la gente». De él oyó que Zalmoxis había sido un rey tracio y también un dios que defendía que el alma es la fuente de donde emanan para el cuerpo y para el hombre entero todos los bienes y todos los males y que, en consecuencia, para curar cualquier mal era imprescindible dirigirse a su fuente. El alma se cura con ciertos conjuros saludables que hacen nacer en ella la sabiduría. Por lo tanto, si queremos curarnos, debemos librarnos a los conjuros del tracio Zalmoxis. No sería descartable el pensar que la gran experiencia apolínea de este filósofo hubiese tenido lugar no en la Hélade, sino en las tierras tracias.

## Culto
Tras la muerte de Zamolxis, su culto creció como una religión henoteística. Durante el reinado de Burebista, el año tradicional del nacimiento de Zalmoxis, fijado en el 713 a. C., fue considerado como el primer año del calendario dacio.
Aristóteles equipara a Zamolxis con el fenicio Okhon y con el libio Atlas.
Es posible que Zamolxis sea Sabacio, el Dioniso tracio o Zeus. Mnaseas de Patara lo identificó con Crono (Hesiquio también como Σάλμοξις· ὁ Κρόνος). En Platón es mencionado como especialista en las artes del encantamiento.
Su categoría de dios no está muy clara: puede ser considerado como un dios celestial, un dios de los muertos o un dios mistérico.